# Caméra Amitié
La caméra Amitié (en russe : Дружба) est un appareil de prise de vues cinématographique soviétique fabriquée à partir de 1961 et utilisée jusqu'au début des années 1980 par Moskinap (Moskovskiy Zavod Kinoapparaturiy - Travaux moscovites d'appareils de cinéma). Elle participa à de très nombreux tournages.

## Histoire
L’Amitié succéda à l’Ukraine, une caméra trop bruyante pour les prises de vues sonores. L'Amitié tournait avec un bruit de fond de 28 dB, ce qui la rendait apte aux tournages avec prise de son directe, sans le besoin d'un blimp d'insonorisation, du moins tel était l'avis des cinéastes russes qui l'utilisaient.

## Description de l’Amitié
L’Amitié fonctionne aussi bien marche avant qu'en marche arrière. Elle a le poids des caméras de studio insonorisées de l'époque : 73 kg (en comparaison, son équivalente américaine, la caméra Mitchell BNC, pèse 80 kg). Elle peut contenir dans son magasin coplanaire jusqu'à 300 mètres de pellicule (1,000 pieds).
Elle est équipée d'un mécanisme à double griffes et contre-griffes. Son obturateur à disque mobile est réglable, y compris en marche, de 0 à 170°. Il est muni d'un miroir sur chacune des deux pales, qui permet ainsi la visée reflex.